# 산조 천황
산조 천황(일본어: 三条天皇, 976년 2월 5일 - 1017년 6월 5일)은 67대 일본 천황이다. 휘는 오키사다/이야사다(일본어: 居貞)이다.

## 연보
- 덴엔 4년(976년) : 레이제이 천황의 차남이자 가잔 천황의 이복동생으로 태어났다. 생모 사망후에는 외가인 후지와라노 가네이에의 저택에서 자랐다.
- 간나 2년(986년): 7월 16일 가잔 천황이 7세의 이치조 천황에게 양위하자, 이야사다 친왕이 11세의 나이로 황태자로 임명되었다. 이것은 두 황실의 계파가 교대로 황좌를 차지하는 관습을 따른 것이다. 그러나 황태자 이야사다가 이치조 천황보다 나이가 많은 관계로 사카사노 모케노키미라는 별명을 얻었다.
- 간코 8년(1011년): 6월 13일 이치조 천황이 25년 만에 양위하여 36세의 나이로 황위에 올랐다.
- 간코 8년(1011년): 6월 22일 이치조 상황 승하. 향년 32세.
- 간코 8년 8월 후지와라노 미치나가에게 우마차를 타고 황궁으로 오는 특권을 내렸다.
- 간코 8년 10월 2일 레이제이 상황이 63세로 사망하였다.
- 간코 8년 원래는 산조 천황의 장남 아쓰아키라 친왕이 공식적인 상속자였으나 후지와라노 미치나가의 압력으로 이치조 천황의 차남 아쓰나라 황자가 황태자로 임명되었다.
- 조와 1년 (1012년) : 연호를 조와로 바꾸고, 8월에 그는 후지와라노 미치나가의 딸과 결혼하였다.
- 조와 2년 (1013년) 3월: 일본의 21개 주사원에 양곡 제안을 보냈다.
- 간닌 1년 (1017년): 산조 천황 출가함.
- 간닌 1년 (1017년): 향년 42세로 사망함. 법명은 산조인(三条院).

## 가족관계
- 아버지: 레이제이 천황
- 어머니: 후지와라노 조시(藤原超子, ? -982년 : 후지와라노 가네이에의 딸로 황태후로 추존됨)
- 황후: 후지와라노 세이시 (藤原娍子, 972년- 1025년: 후지와라노 나리토키의 딸)
  - 제1황자 : 고이치조인(小一条院) 아쓰아키라 친왕 (敦明親王) (994-1051)
  - 제2황자 : 아쓰노리 친왕 (敦儀親王) (997-1054)
  - 제3황자 : 아쓰히라 친왕(敦平親王) (999-1049)
  - 제1황녀 : 도시 내친왕(当子内親王) (1001-1023): 이세 신궁의 37대 신관이 됨.)
  - 제2황녀 : 시시 내친왕(禔子内親王) (1003-1048 : 후지와라노 노리미치에게 출가함.)
  - 제4황자 : 고묘쥬인(光明寿院) 모로아키라 친왕 (師明親王) (1005-1085) : 출가하여 법명 세이신(性信)을 받고 닌나지 제2대 주지가 됨)
- 중궁: 후지와라노 겐시 (藤原妍子, 994년- 1027년 : 후지와라노 미치나가의 딸)
  - 제3황녀 : 요메이몬인(陽明門院) 데이시 내친왕 (禎子内親王)（고스자쿠 천황의 황후로 고산조 천황의 모후.

## 와카
| “ | 마음에 들지 않는 세상에서도 살수 있다면 사모하리라. 이 밤의 달을. 心にも あらでうき世に ながらへば 恋しかるべき 夜半の月かな | ” |

## 같이 보기
- 일본 천황
- 고산조 천황